# Турар
Турар (каз. Тұрар) — село в Карасайском районе Алматинской области Казахстана. Входит в состав Новошамалганского сельского округа. Код КАТО — 195237700.

## Население
В 1999 году население села составляло 1752 человека (861 мужчина и 891 женщина). По данным переписи 2009 года, в селе проживало 2585 человек (1296 мужчин и 1289 женщин).